# بدلی‌شاه
سلطان سِر بدلی‌شاه ابن المرحوم سلطان عبدالحمید حلیم شاه، کی‌سی‌ام‌جی (KCMG) کی‌بی‌یی (KBE)  ( ۱۷ مارس ۱۸۹۴ – ۱۳ ژوئیهٔ ۱۹۵۸) بیست و هفتمین سلطان کداح بود که دوران حکمرانی او از سال ۱۹۴۳ تا ۱۹۵۸ به طول انجامید. او بعد از درگذشت پدرش، سلطان عبدالحمید حلیم شاه بر تخت سلطنت نشست. بدلی‌شاه برادر ناتنی بزرگتر  اولین نخست‌وزیر مالزی، تونکو عبدالرحمان می باشد. 
او همچنین بین سال‌های ۱۹۳۷ تا ۱۹۴۳ به عنوان نایب‌السلطنه کداح خدمت کرد. در پی تصرف مالایا توسط ژاپن، او توسط نیروی نظامی امپراطوری ژاپن از مقام قدرت برکنار گردید ولی بعد از پایان اشغالگری و تسلیم شدن ژاپن در سال ۱۹۴۵، دوباره بر مسند قدرت نشست.

## خانواده
سلطان بدلی‌شاه طی عمر خود دو بار ازدواج کرد. ازدواج اول او در سال ۱۹۲۲ با تونکو صوفیه بنت المرحوم تونکو محمود (زاده ۱۸۹۹) بود. حاصل این ازدواج چند فرزند بود که یکی از آنها تحت نام سلطان عبدالحلیم معظم شاه به عنوان پنجمین و چهاردهمین پادشاه مالزی و سلطان کداح بر مسند قدرت بود. تونکو صوفیه در سال ۱۹۳۴ بر اثر سانحه رانندگی درگذشت‌. فرزندان او که حاصل این ازدواج بودند افراد زیر هستند:
- تونکو عبدالحمید (زاده ۲۰ اوت ۱۹۲۳، در جوانی درگذشت)
- تونکو حمیده (زاده ۲۲ سپتامبر ۱۹۲۵- درگذشت ۴ نوامبر ۲۰۱۵)
- توانکو عبدالحلیم (زاده ۲۸ نوامبر ۱۹۲۷- درگذشت ۱۱ سپتامبر ۲۰۱۷)
- تونکو عبدالملک (زاده ۲۴ سپتامبر ۱۹۲۹- درگذشت ۲۹ نوامبر ۲۰۱۵)
- تونکو سکینه (زاده ۱۱ نوامبر ۱۹۳۰)
- تونکو منصور (زاده ۲۹ دسامبر ۱۹۳۳- درگذشت ۱۸ اوت ۱۹۳۴)